# Orlu (Eure-et-Loir)
Orlu è un comune francese di 49 abitanti situato nel dipartimento dell'Eure-et-Loir nella regione del Centro-Valle della Loira.

## Società

### Evoluzione demografica
Abitanti censiti